# Горичица при Ихану
Горичица при Ихану (словен. Goričica pri Ihanu) је насељено место у општини Домжале, Средњесловенска регија, Словенија.

## Историја
До територијалне реорганизације у Словенији била је у саставу старе општине Домжале.

## Становништво
У попису становништва из 2011. године, Горичица при Ихану је имала 256 становника.
| Број становника према пописима | Број становника према пописима | Број становника према пописима |
| ------------------------------ | ------------------------------ | ------------------------------ |
| 1991                           | 2002                           | 2011                           |
| 174                            | 244                            | 256                            |

Напомена: До 1953. исказивана под именом Горичица.